# Dobry opiekun
Dobry opiekun (ang. The Good Nurse) – amerykański dramat filmowy z 2022 roku w reżyserii Tobiasa Lindholma. Ekranizacja opartej na faktycznych wydarzeniach książki Dobry opiekun. Prawdziwa historia o medycynie, szaleństwie i morderstwach autorstwa Charlesa Graebera. W głównych rolach wystąpili Eddie Redmayne i Jessica Chastain. Film miał premierę 12 września 2022 roku za pośrednictwem platformy Netflix.

## Fabuła
Amy pracuje jako pielęgniarka, będąc prywatnie samotną matką cierpiącą na chorobę serca. Po kolejnych zmianach w jej miejscu pracy na jej oddziale pracę zaczyna nowy pielęgniarz, Charlie. Niedługo buduje się między nimi przyjacielska relacja, lecz ciąg niewyjaśnionych bliżej zgonów pacjentów szpitala sprowadza Amy do podejrzeń, że Charlie może mieć z tym coś wspólnego. Postanawia więc zbadać sprawę na własną rękę w prywatnym śledztwie.

## Obsada
- Jessica Chastain jako Amy Loughren
- Eddie Redmayne jako Charlie Cullen
- Nnamdi Asomugha jako Danny Baldwin
- Noah Emmerich jako Tim Braun
- Kim Dickens jako Linda Garran
- Malik Yoba jako Sam Johnson
- Alix West Lefler jako Alex Loughren
- Gabe Fazio jako Tom Anderson
- Ajay Naidu jako dr Robert Hind
- Moe Irvin jako Mark Rossi
- Maria Dizzia jako Lori Lucas
- Shaun O'Hagan jako prokurator Ellis
- Marcia Jean Kurtz jako Jackie[1]

## Odbiór

### Reakcja krytyków
Film spotkał się z dobrą reakcją krytyków. W agregatorze recenzji Rotten Tomatoes 78% z 138 recenzji uznano za pozytywne. Z kolei w agregatorze Metacritic średnia ważona ocen z 38 recenzji wyniosła 65 punktów na 100.